# Spółdzielcza Kasa Oszczędnościowo-Kredytowa im. Franciszka Stefczyka
Spółdzielcza Kasa Oszczędnościowo-Kredytowa im. Franciszka Stefczyka (SKOK Stefczyka, Kasa Stefczyka) – największa spółdzielcza kasa oszczędnościowo-kredytowa w Polsce prowadząca działalność na terenie całego kraju.

## Historia
Spółdzielcza Kasa Oszczędnościowo-Kredytowa im. Franciszka Stefczyka powstała w 1993 roku.
W pierwszym okresie swojej działalności Kasa kierowała usługi do pracowników przedsiębiorstw morskich wybrzeża gdańskiego. W połowie lat 90. Kasa Stefczyka poprzez fuzję z innymi SKOK-ami przekształciła się w instytucję obsługującą grupę osób powiązanych przynależnością do Stowarzyszenia Krzewienia Edukacji Finansowej. Rozpoczęto otwieranie placówek na terenie całej Polski. Obecnie Kasa Stefczyka jest jedyną SKOK posiadającą placówki na terenie całego kraju.
Aby móc korzystać z usług Kasy, należy do niej przystąpić jako członek, oraz przystąpić do Stowarzyszenia Krzewienia Edukacji Finansowej.

## Patron Kasy
Kasa nawiązuje do tradycji polskiej spółdzielczości finansowej z przełomu XIX i XX wieku, czyli tzw. Kas Stefczyka. U schyłku XIX wieku ideę finansowej samopomocy rozwinął i wcielił w życie Franciszek Stefczyk – patron Kasy.